# Brice Torrecillas
Œuvres principales
- La Confession (1997)
- De Parfaits Inconnus (1999)
- L'Ombre et le fard (2003)
- Collioure, la mémoire ou la mer (2011)
- Ceux qui s'aiment (2018)
- Comme une chanson (2022)

Brice Torrecillas est un professeur, journaliste et écrivain,, français né le 31 janvier 1962 à Mazamet.

## Biographie
Titulaire d’un DEA de Lettres Modernes, après une expérience dans la chanson en tant qu’auteur et interprète, il a publié cinq romans, un récit et des nouvelles en recueils collectifs.
Professeur à l’Institut Supérieur de Journalisme de Toulouse et à l’Institut Catholique de Toulouse, il mène également une carrière de journaliste indépendant. Tour à tour chroniqueur de radio (Europe II Toulouse, Sud Radio), chroniqueur ou rédacteur dans divers journaux (La Dépêche du Midi, Regards, L’Opinion Indépendante, Plaisirs du Gers, Plaisirs du Tarn, Changer tout, Jazz News, In Marciac…), auteur et animateur de plusieurs podcasts,, il a créé l’émission Au Pied de la lettre consacrée à la langue française et diffusée sur une dizaine de télévisions locales.
Il anime également des ateliers d’écriture et de nombreuses rencontres littéraires dans des librairies, des médiathèques et divers salons comme le Marathon des Mots de Toulouse, Toulouse Polars du Sud ou encore Les Lettres d’Automne de Montauban.

## Œuvres

### Romans
- La Confession[10],[11],[12],[13],[14],[15],[16], NiL Éditions, 1997 – réédition J’Ai Lu, 2001
- De Parfaits Inconnus[17],[18],[19],[20],[21],[22], NiL Éditions, 1999
- L’Ombre et le Fard[23],[24],[25],[26], Le Cherche Midi, 2003
- Ceux qui s’aiment[27],[28], Éditions du Rocher, 2018
- Comme une chanson[29], Éditions Arcane 17, 2022

### Récit
- Collioure, la Mémoire et la mer[30], La Louve Editions, 2011[31]

### Nouvelles (recueils collectifs)
- L’Autan des Nouvellistes[32], Atelier du Gué, 2013
- Douze et une Nuits, Atelier du Gué[33], 2017
- Mauvaise Réputation, Arcane 17[34], 2021
- Des nouvelles de l'Ovalie, Arcane 17, 2023

### Beaux livres
- Saint-Orens de Gameville, Ville Nature[35], Le Pas d’oiseau Éditions, 2018